# 諸藤周平
諸藤 周平（もろふじ しゅうへい、1977年12月14日 - ）は、日本の実業家。株式会社エス・エム・エス創業者、同社元代表取締役社長。一般財団法人活育教育財団代表理事。兄と弟がいる。

## 人物・来歴
福岡県生まれ。弘学館高等学校を経て、九州大学経済学部経済工学科卒業。2000年株式会社キーエンス入社。2001年株式会社ゴールドクレスト入社。2002年合資会社エス・エム・エス設立。2003年株式会社エス・エム・エス設立、同社代表取締役就任。同社の東京証券取引所一部上場を果たし、退任後、2015年にシンガポールでREAPRA PTE.LTD.を創業。一般財団法人活育教育財団代表理事も務める。